# Mohammad Hamid Ansari
Mohammad Hamid Ansari  (hindi: मोहम्मद हामिद अंसारी) (født 1. april 1934) er en indisk diplomat og politiker, der fra 2007 til 2017 var Indiens 12. vicepræsident. 
Ansari er uddannet i statskundskab og har arbejdet som diplomat. Han blev valgt som den 12. vicepræsident for Indien den 10. august 2007 og tiltrådte den følgende dag. Han blev efterfulgt af Venkaiah Naidu i 2017.
Ansari begyndte sin politiske karriere som embedsmand i den indiske udenrigstjeneste i 1961. Han var Indiens faste repræsentant ved FN, højkommissær til Australien og ambassadør i De Forenede Arabiske Emirater, Afghanistan, Iran og Saudi-Arabien. Han var fra 2006 til 2007 leder af National Commission for Minorities (NCM).
Ansari blev i 1984 tildelt  Padma Shree.